# Geh aufs Ganze!
Geh aufs Ganze! ist die deutsche Adaption der US-amerikanischen Fernseh-Gameshow Let’s Make a Deal.

## Die Sendung

### 1992–1997: Ursprungssendung bei Sat.1
Geh aufs Ganze! lief vom 2. Januar 1992 bis zum 31. Mai 1997 im Vorabendprogramm von Sat.1. Moderator der Show war zunächst Jörg Draeger, der nach seinem Wechsel zu RTL am 12. September 1996 von Elmar Hörig abgelöst wurde. 1992 wurde die Sendung zunächst montags bis freitags um 17:05 Uhr ausgestrahlt, ab 1993 um eine Ausgabe am Samstag ergänzt zu wechselnden Sendezeiten zwischen 16:00 Uhr und 17:20 Uhr. Ab März 1996 lief die Sendung montags bis freitags um 18:00 Uhr, am Samstag etwas früher um 16:00 Uhr bzw. 17:00 Uhr. Die letzte Sendung bei Sat.1 unter der Woche wurde am 3. Januar 1997 gezeigt, die Samstagsausgabe lief noch ein knappes halbes Jahr länger bis zum 31. Mai 1997.
Zwischen 28. April 1997 und 30. Januar 1998 strahlte der Sender tm3 Wiederholungen aus der Anfangszeit der Show aus, im Jahr 2013 und 2014 zeigte auch der Sender Sat1 Gold Wiederholungen aus der Sat.1-Zeit.

### 1999–2003: Weiterführung bei kabel eins
Das Glücksrad wurde nach der Absetzung bei Sat.1 im Mai 1998 unmittelbar bei kabel eins weitergeführt, ein knappes Dreivierteljahr später folgte am 1. Februar 1999 auch die Neuauflage von Geh aufs Ganze. Moderiert wurde sie erneut von Jörg Draeger und lief bis zum 28. Dezember 2001 montags bis freitags zunächst um 18:50 Uhr, dann um 18:30 Uhr und zuletzt um 19:00 Uhr jeweils vor dem Glücksrad. Nach der Absetzung der werktäglichen Sendung aufgrund gesunkener Quoten gab es am 9. Mai 2002 zum 10-jährigen Jubiläum eine Spezialausgabe, ab dem 29. August 2002 wurden fünf Wochen lang jeweils am Donnerstagabend um 20:15 Uhr eine Folge ausgestrahlt. Weitere sechs Folgen mit Draeger und Assistentin Simone Dericks wurden ab dem 1. Juni 2003 sonntags um 19:15 Uhr gezeigt, bevor die Sendung mit der letzten Ausgabe am 13. Juli 2003 bei kabel eins endgültig eingestellt wurde.

### 2021–2022: Neuauflage bei Sat.1
Im September 2021 kündigte Sat.1 ein Comeback der Sendung mit Jörg Draeger noch im selben Jahr an. Die erste Folge dieser zweiten Neuauflage lief am 26. November 2021 in Sat.1 und erreichte 2,57 Millionen Zuschauer. Vom 26. November bis zum 10. Dezember 2021 liefen insgesamt drei neue Folgen mit Draeger und Co-Moderator Daniel Boschmann auf Sat.1. Im Gegensatz zur ursprünglich halbstündigen Vorabendsendung lief die Sendung in der Prime Time um 20:15 Uhr als gut zweistündige Hauptabendsendung.
2022 liefen vom 8. bis 22. Dezember jeweils donnerstags Abends um 20:15 Uhr erneut drei neue Folgen, ehe die Sendung wieder aus dem Programm des Senders verschwand.

## Das Spiel
Vom Moderator oder einer ihm assistierenden Person wird eine Kandidatin oder ein Kandidat aus dem Publikum ausgewählt. Der oder die Ausgewählte hat meist die Möglichkeit, eines von drei Toren durch Aussuchen von verschiedenen Behältnissen (Kisten, Kugeln, Umschläge, …) auszuwählen, in denen sich jeweils der Hinweis auf ein Tor verstecken kann. Hinter mindestens einem Tor verbirgt sich ein Gewinn. Der Moderator versucht hierbei, die Teilnehmer durch Anbieten von immer höheren Geldbeträgen von deren eigentlicher Auswahl abzubringen oder sie das Spiel abbrechen zu lassen.
Manchmal werden hinter zwei Toren Gewinne verschiedenen Wertes verborgen. Auch mehr als drei Briefumschläge sind möglich. In diesen können sich neben Bargeld auch Karten befinden, die auf eines der drei Tore verweisen.
Der Moderator gibt Tipps, welches Tor oder welcher Umschlag zu nehmen sei, oder bietet Bargeld als Sofortgewinn, um eine bestimmte Entscheidung herbeizuführen. Die Spannung der Show rührt vor allem daher, dass man als Zuschauer nie weiß, ob der Moderator dem Kandidaten helfen oder ihn täuschen will, zumal sich dessen Empfehlungen auch während des laufenden Spiels noch ändern können.
Als Niete fungiert der Zonk, eine rot-schwarze Stoffratte. Wurde im Ratespiel ein Tor ohne Gewinn ausgewählt, erscheinen dahinter eine oder mehrere Stoffratten in verschiedenen Größen oder eine Person im Zonkkostüm. Zusätzlich ertönt ein dröhnend tiefes Signal. Alle, die der Zonk ereilt, erhalten einen kleinen Plüschzonk als Trostpreis.
Einer der Gewinner darf jeweils am Ende das Finale, den sog. „Big Deal“, spielen. Der Moderator fragt nacheinander alle Gewinner, ob sie den Big Deal spielen und damit ihren gesamten bisher erspielten Gewinn setzen möchten. Sobald jemand zusagt, scheiden die bis dahin noch nicht gefragten Gewinner automatisch aus dem Spiel aus und können somit nicht mehr um den Big Deal spielen, auch wenn sie dies gewollt hätten.
In der Version seit 2021 erhalten alle Gewinner die Chance auf den Big Deal: Alle zuvor erfolgreichen Kandidaten können vor dem Finalspiel durch Stehenbleiben oder Hinsetzen signalisieren, ob sie um den Big Deal spielen oder ihren bisherigen Gewinn behalten wollen. Bleibt mehr als eine Person stehen, wird per Los entschieden, wer antreten darf.

## „Ziegenproblem“
Im Finale muss der Kandidat eines von drei Toren wählen, hinter denen ein Hauptgewinn (meist ein Auto), ein mittlerer Gewinn sowie der Zonk versteckt sind. Nach der Entscheidung wird zuerst eines der nicht gewählten Tore geöffnet (in der Regel jenes mit dem mittleren Gewinn), woraufhin der Kandidat die Möglichkeit erhält, seine Entscheidung zwischen den beiden verbliebenen Toren neu zu treffen. Die Fragestellung, ob gewechselt werden sollte, ähnelt dem sogenannten Ziegenproblem, bei dem unter bestimmten Umständen ein Wechsel die statistische Gewinnwahrscheinlichkeit für den Hauptgewinn von 1⁄3 auf 2⁄3 erhöhen kann. Es gelten jedoch andere Voraussetzungen und teilweise andere Lösungen.

## Wissenswertes
- Die Ursprungsmusik von Geh aufs Ganze! von 1992 wurde von Klaus-Peter Sattler, Vater der Zonk-Fanfare, komponiert und produziert.
- Am 12. Oktober 2004 wurde der Zonk bei einer Abstimmung des Senders ProSieben zu den „nervigsten Dingen der 1990er Jahre“ gewählt und symbolisch zu Grabe getragen.
- Von der ersten Sendung 1992 bis Ende 1995 war Alif Amiruddin in über 1000 Sendungen die Off-Stimme für die Produktpräsentation und Preise.
- In der Karnevals-Sendung[7] von Geh aufs Ganze! 1995 hatte Ralph Caspers seine Fernsehpremiere.
- Vom 1. Februar 1999 bis zum 13. Juli 2003 war Sven Blümel der Sprecher aus dem Off für die Preise. Vorher war er unter anderem Sprecher beim Sat.1-Glücksrad.
- Am 22. Januar 2007 wurde einmalig ein Remake von Geh aufs Ganze! mit Oliver Pocher und Oliver Petszokat im Rahmen der neunteiligen Sendung Gameshow-Marathon auf ProSieben ausgestrahlt.
- Stefan Raab deckte in seiner Unterhaltungsshow TV total auf, dass Gewinne und der Trostpreis in geringfügig unterschiedlich geformten Umschlägen steckten (Aufklappteil mit oder ohne abgerundeten Ecken).[8] Zudem bestätigte Draeger, dass er gezielt psychologische Tricks anwandte, um Kandidaten zu beeinflussen.[9]
- Der Fernsehsender Sat.1 Gold zeigte zwischen März 2013 und August 2014 Wiederholungen der Sendung aus dem Jahr 1996 immer werktags gegen 8:30 Uhr. Zwischenzeitlich programmierte Sat.1 Gold die Wiederholungen auf den alten Sendeplatz am Vorabend, verschob diese jedoch nach einem Monat wegen zu geringer Quoten wieder in den Vormittag.[10]
- Im amerikanischen Original Let’s Make A Deal erscheint das Studiopublikum häufig in auffälligen Aufmachungen und Kostümen, um schneller bemerkt und möglichst auch ausgewählt zu werden. Außerdem bezeichnet dort das Wort Zonk keine feste Figur, sondern dient als Ankündigungswort für unterschiedliche Trostpreise.

## Ähnliche Sendung
Der Sender 9Live strahlte eine an das Konzept angelehnte Sendung unter dem Titel Alle gegen Draeger aus.